# Coniopteryx paraensis
Coniopteryx paraensis är en insektsart som beskrevs av Meinander 1990. Coniopteryx paraensis ingår i släktet Coniopteryx och familjen vaxsländor. Inga underarter finns listade i Catalogue of Life.